# Orcano I
Orcano I (em grego medieval: ῎Ορχανος/Οὐρκάνος; romaniz.: Orchanos/Ourkános), Orcã I, Orcão I (em turco otomano: اورخان; romaniz.: Orhan), Ircano I (῾Υρκανός, Irkanós), Orcanes I (᾽Ορχάνης, Orchanis), Orcanis I (῎Ορχανις/῎Ορκανις, Orchanis/Orkanis), Arcanes I (᾽Αρκάνης, Arkánes), mas também Cazímpeis (Καζίμπεϊς, Kazímpeïs), Giol Casímes (Γιὸλ Κασίμης), Orcano Gazi (em turco otomano: اورخان غازی; romaniz.: Orhan Gazi) e Orcano Bei (Söğüt, ca. 1281 — Bursa, março de 1362) foi o segundo bei do Beilhique Otomano (futuro Império Otomano) de 1323/4 até 1362. Nasceu em Söğüt, filho de Osmã I e Malhuna Hatuna. Seu avo era Ertogrul.